# NIO ES8
Nio ES8 — 6- або 7-вмістимий повнорозмірний розкішний позашляховик з акумуляторним живленням, виготовлений китайською компанією Nio, що займається виробництвом електромобілів. ES8 було запущено у виробництво в червні 2018 року для китайського ринку, а 30 вересня 2021 року він був запущений у Норвегії. ES8 є флагманським повнорозмірним SUV.

## Перше покоління (2018-2023)

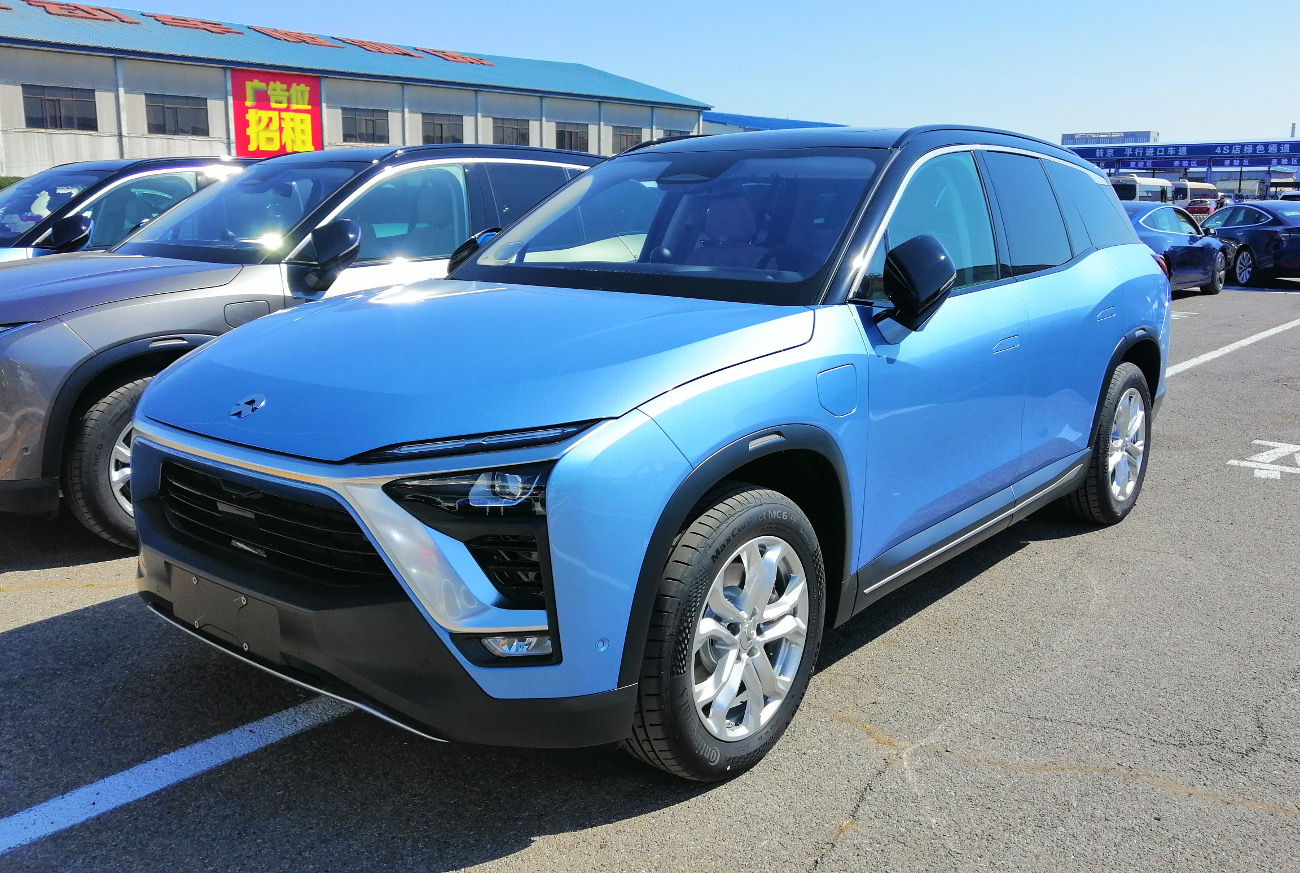
Nio ES8 (2018–2020)

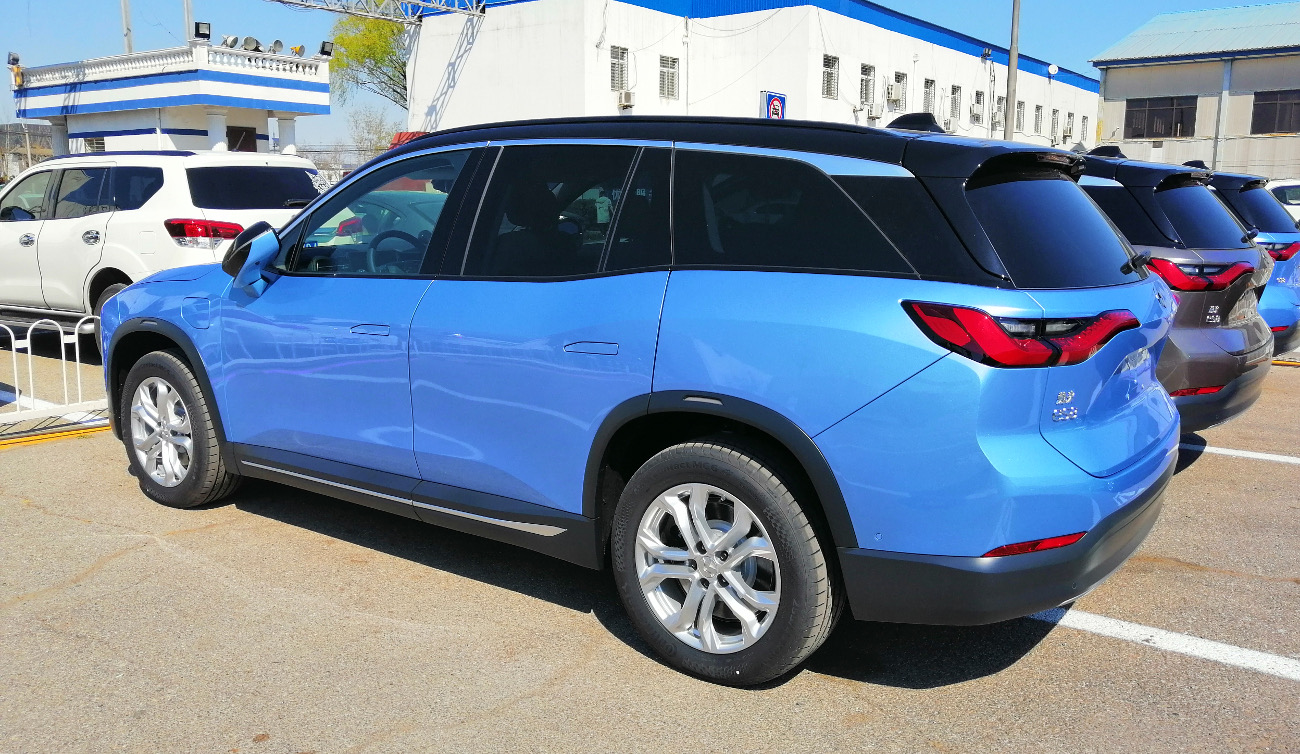
Nio ES8 (2018–2020)

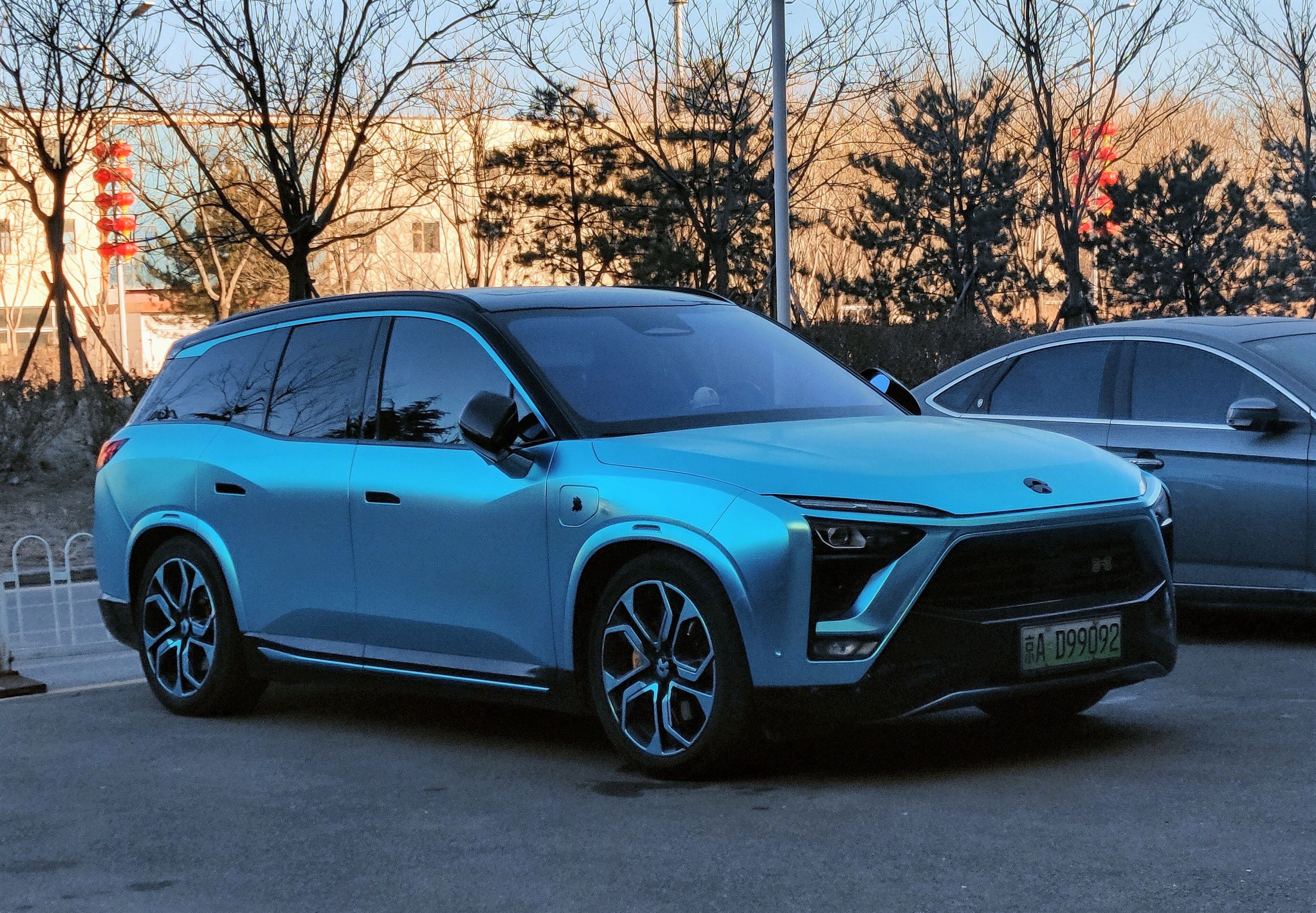
Nio ES8 (2020–2023)

Модель надійшла у виробництво в червні 2018 року, спочатку для китайського ринку. Переглянуту версію було випущено в квітні 2020 року. Дизайн був створений в Nios Design Center в Мюнхені. Вихід на європейський ринок відбувся у вересні 2021 року виключно в Норвегії. Особливістю є змінний акумулятор.
Автомобіль був розроблений за допомогою Tata Technologies. Nio співпрацює з Robert Bosch GmbH.

### Безпека
Влітку 2021 року ES8 першого покоління пройшов перевірку безпеки автомобіля Euro NCAP. Він отримав п'ять зірок із п'яти можливих.

### Технології
Комфортабельний транспортний засіб являє собою 6- вмістимий (2+2+2) або 7- вмістимий (2+3+2) позашляховик з колісною базою 3010 мм і довжиною 5022 мм. Корпус на 96,4% складається з алюмінію. Дизайн включає X-bar і фірмові задні ліхтарі Nio «Spark Beat».
Трансмісія з  електронікою керування від Bosch стандартно оснащена повним приводом і активною пневматичною підвіскою від Continental. Запас ходу автомобіля на одному заряді батареї становить 580 км з батареєю ємністю 100 кВт/год за циклом руху NEDC. Автомобіль розганяється від 0 до 100 км/год за 4,9 секунди.

## Друге покоління (з 2023)
Друге покоління ES8 було представлено разом із EC7 24 грудня 2022 року на так званому «Дні Ніо». Він був запущений на китайський ринок у червні 2023 року. Транспортний засіб базується на новій платформі під назвою "NT2.0".